# 토키 슌이치

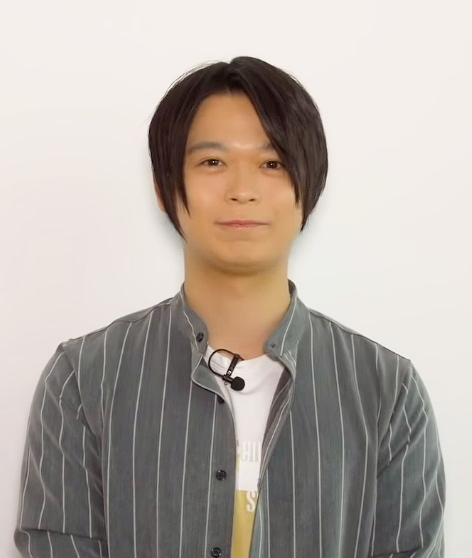

토키 슌이치(일본어: 土岐 隼一, 1989년 5월 7일 ~ )는 일본의 남자 성우이다. 위치 라인 소속.
아뮤즈먼트 미디어 종합학원 성우 탤런트 학과 졸업. 도쿄도 출신.

## 작품

### 출연작품
- 프로젝트 세카이 - 카미시로 루이

2019년
- 귀멸의 칼날 - 키요시

2020년
- 몬스터 아가씨의 의사 선생님 - 글렌 리트바이트

- 지박소년 하나코군 - 아오이 아카네